# Thrumpton
Thrumpton är en by och civil parish i Storbritannien.   Den ligger i grevskapet Nottinghamshire. Antalet invånare är 412.